# Loxosceles taeniopalpis
Loxosceles taeniopalpis är en spindelart som beskrevs av Simon 1907. Loxosceles taeniopalpis ingår i släktet Loxosceles och familjen Sicariidae.
Artens utbredningsområde är Ecuador. Inga underarter finns listade i Catalogue of Life.